# 이마다 미오
이마다 미오(일본어: 今田 美桜, 영어: Imada Mio, 1997년 3월 5일 ~)는 일본의 배우이다. 후쿠오카현 후쿠오카시 출신이며, 소속사는 콘텐츠 3이다.

## 출연 작품

### 영화
- 2019년 너는 달밤에 빛나고 - 히라바야시 리코 역
- 2023년 나의 행복한 결혼 - 사이모리 미요 역
- 2023년 도쿄 리벤저스 2 피의 할로윈편 운명 - 히나타 역
- 2024년 엣 더 벤치 (3편)